# Conțești (Dâmbovița)
Conţeşti es una comuna ubicada en el distrito de Dâmbovița, Rumania.

## Superficie
Posee una superficie de 52,46 kilómetros cuadrados.

## Demografía
Hasta 2021 la población era de 4489 habitantes, con una densidad de población de 85,57 habitantes por kilómetro cuadrado.